# Henri Lasson
 (janvier 2016).
Si vous disposez d'ouvrages ou d'articles de référence ou si vous connaissez des sites web de qualité traitant du thème abordé ici, merci de compléter l'article en donnant les références utiles à sa vérifiabilité et en les liant à la section « Notes et références ».
Henri Alfred Lasson , né le 19 novembre 1862 à Paris, 10e (Seine) et mort le 16 janvier 1951 à Paris, 16e, est un général  français, chef du protocole de la présidence de la République française.

## Biographie
Il est nommé colonel et affecté à la 11e brigade de dragons du 8 février 1915 au 26 février 1916.
Nommé général de brigade le 27 juin 1916 et affecté à la 33e brigade d’infanterie du 26 février 1916 au 20 mars 917 puis à la 2e brigade de cuirassiers du 30 septembre 1917 au 20 janvier 1918.
Enfin, il est nommé général de division le 28 décembre 1920 (infanterie de la 2e division de cavalerie 20 janvier 1918 au 8 février 1918, puis à la 2e division de cavalerie du 8 février 1918 au 29 septembre 1920).

## Distinction
Il est élevé au grade de commandeur de la Légion d'honneur le 16 juin 1920.
Il est ensuite chef de la Maison militaire du président de la République du 29 septembre 1920 au 14 juin 1931.